# Дієцезія Антверпен

Антверпенська дієцезія на карті країни

Дієцезія Антверпен — дієцезія римо-католицької церкви у Бельгії. Заснована 12 травня 1559 року з ініціативи Філіпа II Габсбурга. 1801 року була розформована булою папи Пія VII, 1961 відновлена папою Іваном XXIII.
Охоплює територію 2570 km², налічує 309 парафій і понад 1,2 мільйона вірних. Кафедральним храмом дієцезії є Собор Антверпенської Богоматері в Антверпені.